# Вилхелм Бунгерт
Вилхелм Паул Бунгерт (на немски: Wilhelm Paul Bungert) е германски тенисист.

## Биография
Вилхелм Паул Бунгерт е роден на 1 април 1939 в Манхайм, Германия. Започва да играе тенис на 12 години, като същевременно играе хокей на лед, футбол и хандбал. На 15-годишна възраст Бунгерт печели първия си тенис турнир, а през 1957 г. получава наградата за най-обещаващ млад играч във ФРГ от Готфрид фон Крам.

## Кариера
През 1958 г. Бунгерт дебютира за отбора на Западна Германия за Купа Дейвис.
През 1962 г. достига четвъртфинал на Международното австралийско първенство, финал на двойки на Международното френско първенство.
През 1964 г. Бунгерт е класиран като номер 4 в света за годината от Ланс Тингай от „Дейли Телеграф“.
Бунгерт е вторият германски тенисист (тридесет години след Готфрид фон Крам), който достига до финал на Уимбълдън при мъжете през 1967 г. Той е непоставен, побеждава Роджър Тейлър в пет сета, на четвъртфинала и осминафинала също печени в петсетови мачове. На финала губи в два сета от австралиеца Джон Нюкъмб.
През 1970 г. Бунгерт и Кристиан Кунке са част от немския отбор за Купа Дейвис, като губят финала срещу САЩ с 0–5. През юли същата година той печели единствената си титла в кариерата на сингъл в Дюселдорф. 
През 80-те години на XX век Бунгерт е капитан на германския отбор за Купа Дейвис, в този период Борис Бекер и Михаел Вестфал губят финалите срещу Швеция с 2–3.

## Кариерна статистика

#### Финали на турнири отГолям шлем(1)
| година | турнир    | съперник    | резултат            |
| ------ | --------- | ----------- | ------------------- |
| 1967   | Уимбълдън | Джон Нюкъмб | 2 – 6, 1 – 6, 1 – 6 |

### Загубени финали на двойки в турнири от Големия шлем (1)
| година | турнир      | партньор       | съперници                | резултат            |
| ------ | ----------- | -------------- | ------------------------ | ------------------- |
| 1962   | Ролан Гарос | Кристиан Кунке | Рой Емерсън Нийл Фрейзър | 3 – 6, 4 – 6, 5 – 7 |